# Door in the Floor
Door in the Floor (engelska: The Door in the Floor) är en amerikansk långfilm från 2004 i regi av Tod Williams, med Elle Fanning, Jeff Bridges, Kim Basinger och Jon Foster i rollerna.

## Handling
Barnboksförfattaren och illustratören Ted Cole (Bridges) lever i ett olyckligt äktenskap med Marion (Basinger) efter att två söner dog i en olycka för några år sedan. För att få hustrun att gå med på skilsmässa ordnar han en inneboende, Eddie, som är väldigt lik den ena sonen. Eddie och Marion inleder en sexuell relation. 

## Rollista
| Elle Fanning   | – Ruth Cole     |
| Jeff Bridges   | – Ted Cole      |
| Kim Basinger   | – Marion Cole   |
| Jon Foster     | – Eddie O'Hare  |
| Larry Pine     | – intervjuare   |
| John Rothman   | – Minty O'Hare  |
| Harvey Loomis  | – Dr. Loomis    |
| Bijou Phillips | – Alice         |
| Mimi Rogers    | – Evelyn Vaughn |